# Eugenia Maximilianovna di Leuchtenberg
Eugenia Maksimilianovna di Leuchtenberg (in russo Евгения Максимилиановна Лейхтенбергская; San Pietroburgo, 1º aprile 1845 – Biarritz, 4 maggio 1925) era la figlia di Massimiliano di Leuchtenberg e di sua moglie la Marija Nikolaevna Romanova (1819-1876). Sebbene fosse membro della casata francese dei Beauharnais, nacque e fu allevata nel paese nativo della madre, la Russia.
Nel 1868, sposò un lontano cugino, il duca Alessandro di Oldenburg. La coppia ebbe un unico figlio, il duca Pietro Aleksandrovič di Oldenburg. La principessa Eugenia e suo marito furono particolarmente noti per la loro vasta filantropia in tutta la Russia; tant'è vero che nel 1914 una fonte di giornali affermava che "probabilmente non c'erano due che sono universalmente tanto amati come il duca e la duchessa di Oldenburg".

## Infanzia

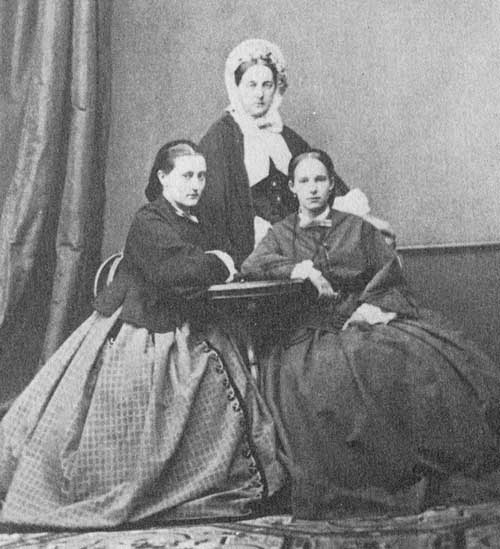
La principessa Eugenia (a destra) con la madre e la sorella Maria

La principessa Eugenia di Leuchtenberg nacque il 1 aprile 1845 a Palazzo Mariinskij, San Pietroburgo. Era la quartogenita e terza figlia femmina di Massimiliano de Beauharnais, III duca di Leuchtenberg e di sua moglie la granduchessa Marija Nikolaevna di Russia. Il padre di Eugenia, Massimiliano, duca di Leuchtenberg, si era recato a San Pietroburgo, ottenendo la mano della granduchessa Maria Nikolaevna, figlia maggiore dello zar Nicola I di Russia. A Massimiliano fu successivamente concesso il trattamento di Altezza imperiale e dato il titolo di Principe Romanowsky. in quanto figlia di una granduchessa russa e di un principe nobilitato russo, Eugenia ed i suoi fratelli e sorelle furono sempre trattati come granduchi e granduchesse, recanti l'appellativo di Altezza imperiale.
La principessa Eugenia (chiamata Eugénie, nella forma francese del suo nome, dalla sua famiglia) trascorse la sua infanzia a palazzo Mariinsky con i suoi fratelli e sorelle. Entrambi i suoi genitori erano interessati agli sforzi artistici e scientifici e così Eugenia ricevette un'educazione migliore di molte delle principesse della sua epoca. Studiò musica, disegno, danza e lingue. Da ragazza le piaceva andare a cavallo. La caccia con i cavalli e l'equitazione diventarono gli hobby che più gradì durante tutta la sua vita.
Dopo la morte di suo marito nel 1852, la granduchessa Maria si risposò morganaticamente con il conte Grigori Stroganov due anni dopo. Poiché questa unione fu tenuta segreta da suo padre, lo zar Nicola I (e suo fratello lo zar Alessandro II poteva non permettere l'unione, preferendo invece fingere l'ignoranza), Maria fu obbligata all'esilio all'estero. Alessandro provò comunque simpatia per sua sorella e prestò particolare attenzione ai figli del suo primo matrimonio, che vivevano a San Pietroburgo senza la loro madre.
Come dovuto al suo rango, Eugenia spesso presenziò a varie funzioni di corte. Nel 1860, per esempio, Eugenia accompagnò l'imperatrice madre Alessandra Feodorovna in Francia, dove furono accolte da Napoleone III e dall'imperatrice Eugenia. Nel 1866 la principessa, la granduchessa Maria, e altre importanti figure reali accolsero ufficialmente l'ambasciatore statunitense Cassius Marcellus Clay ed il vice segretario della marina Gustavus Fox con un ricco banchetto; a Clay fu dato l'onore di sedere tra Eugenia e la granduchessa Alexandra Iosifovna. Clay e Fox si erano precedentemente recati nel palazzo di campagna della granduchessa Maria, dove furono ufficialmente presentati alla principessa Eugenia; pranzarono insieme e poi tornarono a San Pietroburgo per effettuarvi altre visite di stato.

## Matrimonio

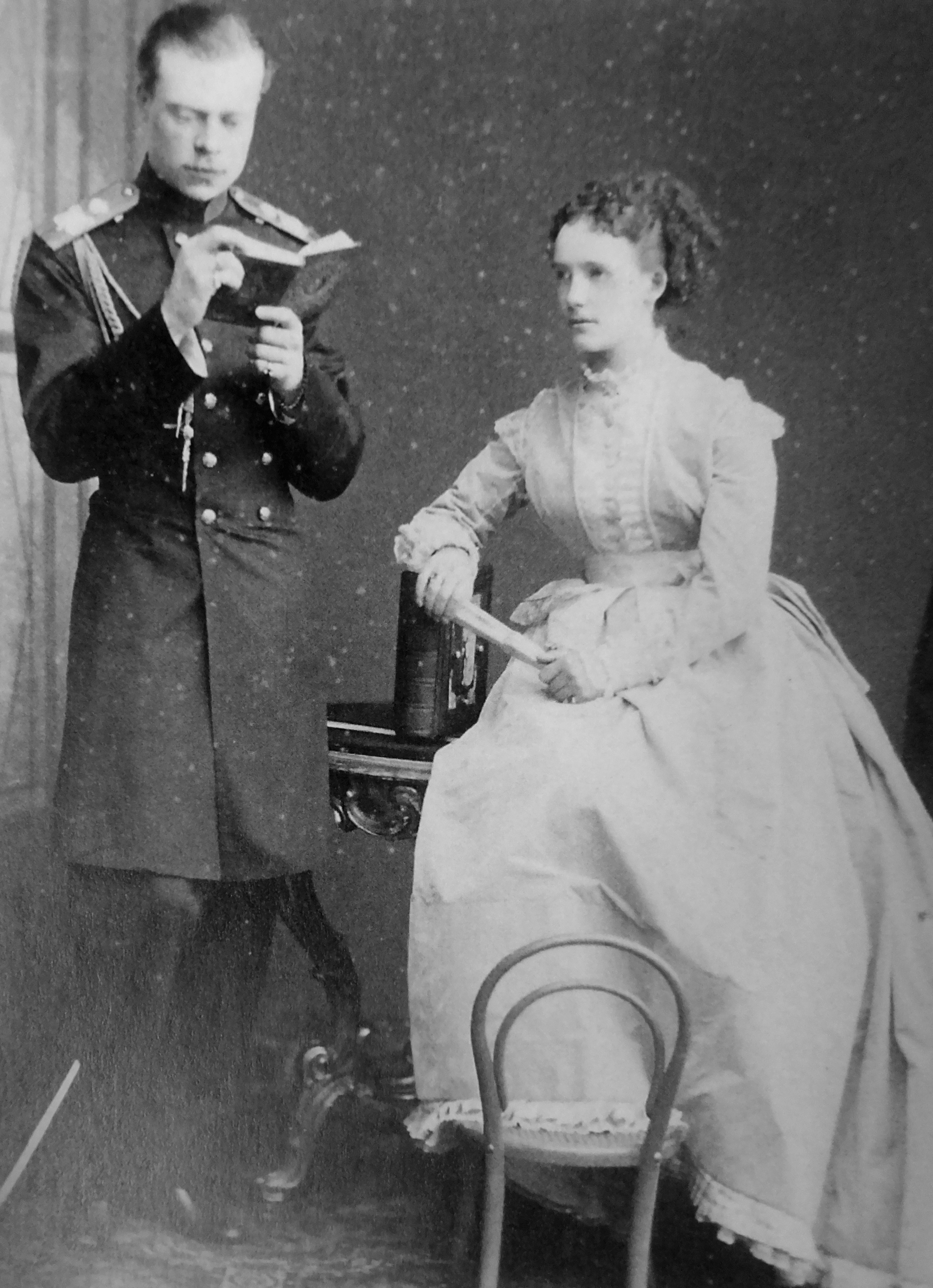
La principessa Eugenia Maximilianovna e suo marito, il duca Alessandro Petrovič di Oldenburg

Vari candidati furono considerati come potenziali mariti. Una di queste possibilità fu Umberto I di Savoia. Nulla si concretizzò di ciò, ed Umberto poi sposò la cugina Margherita. Progettarono anche per Eugenia di farle sposare l'allora principe Ludovico di Baviera, nipote del re Ottone di Grecia, e farlo convertire all'ortodossia per rassicurare il popolo greco, ma i piani arrivarono troppo tardi per aiutare re Ottone.
Il 19 gennaio del 1868 Eugenia sposò il duca Alessandro di Oldenburg, figlio del duca Pietro di Oldenburg. Il nonno di Alessandro aveva sposato la granduchessa Caterina Pavlovna, figlia dello zar Paolo I di Russia, e i loro discendenti erano stati allevati in Russia e sin da allora erano diventati completamente "russizzati", proprio come la famiglia di Eugenia. Così, nonostante il suo titolo tedesco, il duca Alessandro, come suo padre prima di lui, era cresciuto interamente in Russia, prestando servizio militare presso gli zar. Fu sempre considerato parte della famiglia imperiale russa.
La coppia ebbe un solo figlio, Pietro Aleksandrovič di Oldenburg (21 novembre 1868 – 11 marzo 1924). Eugenia ebbe una lunga amicizia con la zarina Maria Feodorovna e le due contribuirono a organizzare il matrimonio tra il figlio di Eugenia e la figlia di Maria, la granduchessa Olga Alexandrovna.

### Tenuta di Ramon

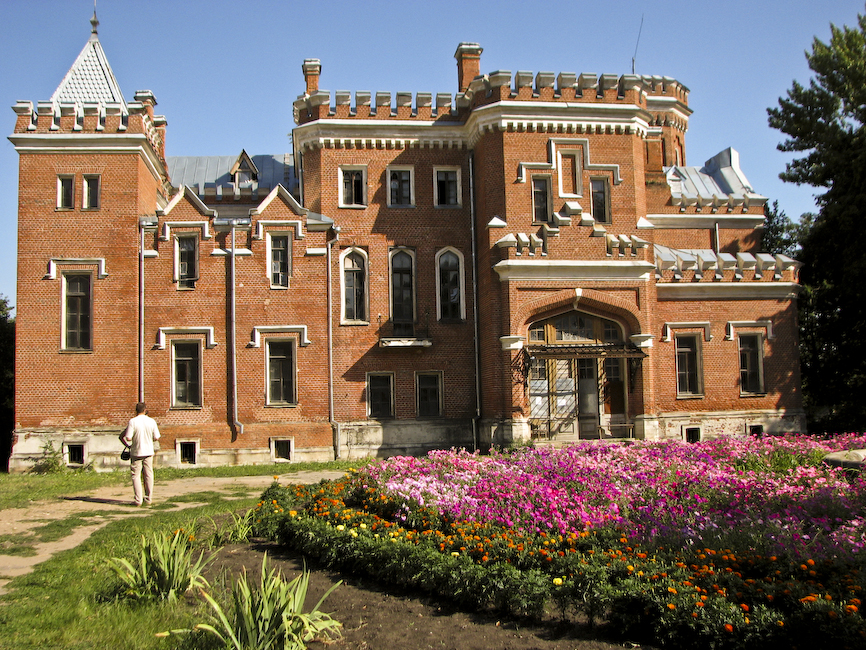
Il palazzo di Eugenia a Ramon

Come dono di nozze, lo zio di Eugenia, lo zar Alessandro II di Russia, regalò alla coppia la tenuta di Ramon, nella Russia sudoccidentale. e nel 1883 la coppia assunse l'architetto Christopher Neysler per costruire il palazzo di Ramon, una residenza che assomiglia ad un castello gotico inglese; fu completato quattro anni dopo. Dopo aver sposato nel 1901 la granduchessa Olga Alexandrovna, figlia minore di Alessandro III, il loro unico figlio si stabilì nel palazzo, e alla fine la coppia acquistò una tenuta adiacente per costruirvi la propria casa.
Nel 1902 una folla di contadini attaccò e diede fuoco al palazzo, causando ingenti danni. Quindici anni dopo la proprietà fu confiscata dal nuovo regime bolscevico e trasformata in caserma, scuola, ospedale e alloggi per una fabbrica vicina.

## Ascendenza
|                                                     |                   |                                                    | Genitori                                               |  |  | Nonni |  |  | Bisnonni                 |  |  | Trisnonni                 |  |
|                                                     |                   |                                                    |                                                        |  |  |       |  |  | Alexandre de Beauharnais |  |  | François V de Beauharnais |  |
|                                                     |                   |                                                    |                                                        |  |  |       |  |  | Alexandre de Beauharnais |  |  | François V de Beauharnais |  |
|                                                     |                   | Marie Anne Henriette Françoise Pyvart de Chastulle |                                                        |  |  |       |  |  | Alexandre de Beauharnais |  |  |                           |  |
| Eugenio di Beauharnais                              |                   |                                                    |                                                        |  |  |       |  |  | Alexandre de Beauharnais |  |  |                           |  |
|                                                     |                   | Giuseppina de Tascher de la Pagèrie                | Joseph-Gaspard de Tascher de La Pagerie                |  |  |       |  |  |                          |  |  |                           |  |
|                                                     |                   | Giuseppina de Tascher de la Pagèrie                | Joseph-Gaspard de Tascher de La Pagerie                |  |  |       |  |  |                          |  |  |                           |  |
|                                                     |                   | Giuseppina de Tascher de la Pagèrie                | Rose-Claire des Vergers de Sanois                      |  |  |       |  |  |                          |  |  |                           |  |
| Maximilian de Beauharnais, III Duca di Leuchtenberg |                   | Giuseppina de Tascher de la Pagèrie                |                                                        |  |  |       |  |  |                          |  |  |                           |  |
|                                                     |                   | Massimiliano I di Baviera                          | Federico Michele di Zweibrücken-Birkenfeld             |  |  |       |  |  |                          |  |  |                           |  |
|                                                     |                   | Massimiliano I di Baviera                          | Federico Michele di Zweibrücken-Birkenfeld             |  |  |       |  |  |                          |  |  |                           |  |
|                                                     |                   | Massimiliano I di Baviera                          | Maria Francesca del Palatinato-Sulzbach                |  |  |       |  |  |                          |  |  |                           |  |
| Augusta di Baviera                                  |                   | Massimiliano I di Baviera                          |                                                        |  |  |       |  |  |                          |  |  |                           |  |
|                                                     |                   | Augusta Guglielmina d'Assia-Darmstadt              | Giorgio Guglielmo d'Assia-Darmstadt                    |  |  |       |  |  |                          |  |  |                           |  |
|                                                     |                   | Augusta Guglielmina d'Assia-Darmstadt              | Giorgio Guglielmo d'Assia-Darmstadt                    |  |  |       |  |  |                          |  |  |                           |  |
|                                                     |                   | Augusta Guglielmina d'Assia-Darmstadt              | Maria Luisa Albertina di Leiningen-Dagsburg-Falkenburg |  |  |       |  |  |                          |  |  |                           |  |
| Principessa Eugenia Maksimilianovna di Leuchtenberg |                   | Augusta Guglielmina d'Assia-Darmstadt              |                                                        |  |  |       |  |  |                          |  |  |                           |  |
|                                                     | Paolo I di Russia | Pietro III di Russia                               |                                                        |  |  |       |  |  |                          |  |  |                           |  |
|                                                     | Paolo I di Russia | Pietro III di Russia                               |                                                        |  |  |       |  |  |                          |  |  |                           |  |
|                                                     | Paolo I di Russia | Caterina II di Russia                              |                                                        |  |  |       |  |  |                          |  |  |                           |  |
| Nicola I di Russia                                  | Paolo I di Russia |                                                    |                                                        |  |  |       |  |  |                          |  |  |                           |  |
|                                                     |                   | Sofia Dorotea di Württemberg                       | Federico II Eugenio di Württemberg                     |  |  |       |  |  |                          |  |  |                           |  |
|                                                     |                   | Sofia Dorotea di Württemberg                       | Federico II Eugenio di Württemberg                     |  |  |       |  |  |                          |  |  |                           |  |
|                                                     |                   | Sofia Dorotea di Württemberg                       | Federica Dorotea di Brandeburgo-Schwedt                |  |  |       |  |  |                          |  |  |                           |  |
| Granduchessa Marija Nikolaevna di Russia            |                   | Sofia Dorotea di Württemberg                       |                                                        |  |  |       |  |  |                          |  |  |                           |  |
|                                                     |                   | Federico Guglielmo III di Prussia                  | Federico Guglielmo II di Prussia                       |  |  |       |  |  |                          |  |  |                           |  |
|                                                     |                   | Federico Guglielmo III di Prussia                  | Federico Guglielmo II di Prussia                       |  |  |       |  |  |                          |  |  |                           |  |
|                                                     |                   | Federico Guglielmo III di Prussia                  | Federica Luisa d'Assia-Darmstadt                       |  |  |       |  |  |                          |  |  |                           |  |
| Carlotta di Prussia                                 |                   | Federico Guglielmo III di Prussia                  |                                                        |  |  |       |  |  |                          |  |  |                           |  |
|                                                     |                   | Luisa di Meclemburgo-Strelitz                      | Carlo II di Meclemburgo-Strelitz                       |  |  |       |  |  |                          |  |  |                           |  |
|                                                     |                   | Luisa di Meclemburgo-Strelitz                      | Carlo II di Meclemburgo-Strelitz                       |  |  |       |  |  |                          |  |  |                           |  |
|                                                     |                   | Luisa di Meclemburgo-Strelitz                      | Federica d'Assia-Darmstadt                             |  |  |       |  |  |                          |  |  |                           |  |
|                                                     |                   | Luisa di Meclemburgo-Strelitz                      |                                                        |  |  |       |  |  |                          |  |  |                           |  |